# Rhamphosuchus
Rhamphosuchus ("cocodrilo hocico") es un género extinto de crocodiliano, pariente del moderno falso gavial. 

## Ubicación y conocimiento
Habitó en lo que hoy es el subcontinente Indio en el Mioceno. Es conocido sólo por colecciones incompletas de fósiles, en su mayoría dientes y mandíbulas, con lo que se pudo dar con su volumen y tamaño aparentes.

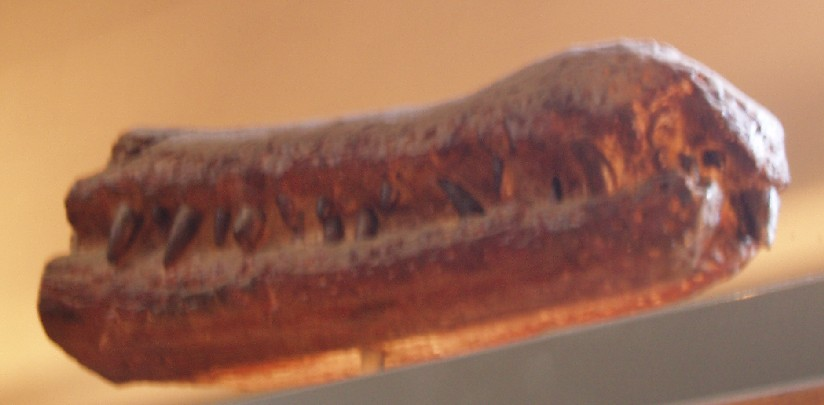
Mandíbula de Rhamphosuchus crassidens

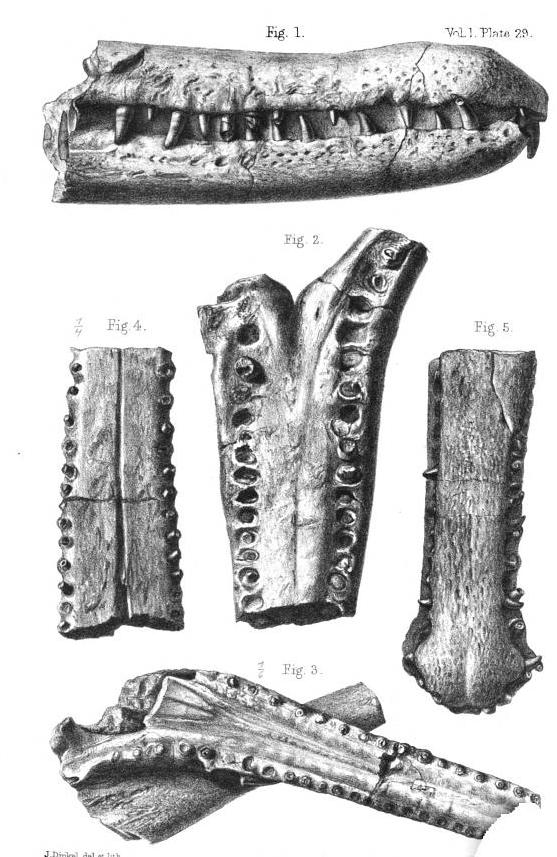
Una ilustración de 1868 de especímenes de R. crassidens (arriba y al centro) comparado a otros fósiles de crocodilianos de las Colinas Siwalik

## Tamaño
Tradicionalmente, muchos paleontólogos estimaron que fue uno de los mayores, si no el más grande crocodiliano que haya vivido, alcanzando una longitud estimada de entre 15 a 18 metros. Sin embargo, un estudio más reciente sugiere que el animal debió de medir 8-11 metros de largo, y por lo tanto no es el mayor crocodiliano conocido. Otro crocodiliano, Purussaurus, del Mioceno de América del Sur, es conocido igualmente de restos incompletos. Se ha estimado que tendría una longitud similar a los estimados iniciales, de entre 12 a 15 m. Sin embargo, esto podría significar que era mucho mayor si los más recientes estimados para Rhamphosuchus son correctos. De serlos, entonces habría varios otros crocodilianos extintos que también sobrepasaban a Rhamphosuchus en tamaño, como el aligatoroide del Cretácico Superior Deinosuchus, el folidosáurido del Cretácico Inferior Sarcosuchus, el gaviálido del Mioceno Gryposuchus y el extraño planctívoro Mourasuchus (un contemporáneo de Purussaurus), con 12 m, 11-12 m, 10.15 m y 12 m de longitud, respectivamente.

## Dieta
Rhamphosuchus probablemente tenía una dieta carnívora más generalizada que la ictiofagia de otros cocodrilos tomistominos.

## Clasificación
Rhamphosuchus fue considerado anteriormente como un pariente cercano del actual gavial falso dentro de la subfamilia Tomistominae. Sin embargo, Tomistominae en su sentido tradicional se considera ahora como un grupo parafilético, y un estudio publicado en 2022 por Iijima y colaboradores determinó que en cambio, Rhamphosuchus es un miembro derivado de la subfamilia Gavialinae.